# Silvio Paredes
Silvio Paredes Fernández es un músico y compositor chileno con más de treinta años de trayectoria y una larga lista de conciertos tanto dentro como fuera de Chile. Líder del trío electrónico Los Mismos y uno de los fundadores de Electrodomésticos, banda de culto de los ochenta. Creador de música incidental para cine y publicidad (Paréntesis, La ciudad de los fotógrafos, La hija de O'Higgins).

## Biografía
Licenciado en Bellas Artes de la Pontificia Universidad Católica de Chile, ha grabado ocho discos y colaborado en numerosas producciones musicales nacionales. Es precursor del Chapman Stick en Chile, creador y director de Stickchile, colectivo que agrupa a intérpretes nacionales del stick y que difunde esta disciplina en instrumento de cuerda.

## Paredes y el Chapman Stick
Organizador y productor artístico de los dos festivales internacionales de Stick realizados en Santiago de Chile el año 2006 y 2007, con la participación de once intérpretes, provenientes de Estados Unidos, Inglaterra, España, Francia, México, Argentina y Chile. A su vez ha efectuado numerosas clínicas del instrumento en escuelas de música (ProJazz, DUOC, UTECH, UNIACC entre otros). Participó en representación de Chile en la primera compilación de stickistas iberoamericanos, editado por The Stick Center de Barcelona invitado por el mundialmente afamado stickista Guillermo Cides. Durante el 2010 se dedicó a difundir su primer lanzamiento como solista en Stick llamado KAU, el cual fue, a la postre, elegido como el tercer mejor disco chileno del año.

## El frío misterio
A fines de 2010 también, se estrenó en los cines durante el segundo semestre el documental Electrodomésticos: El frío misterio del director Sergio Castro, trabajo que relata la historia de la mítica banda de los ochenta que formó Paredes junto a Carlos Cabezas Rocuant y Ernesto Medina.

## Discografía

### Electrodomésticos
- ¡Viva Chile! (1986)
- Carreras de éxitos (1987)
- La nueva canción chilena (2004)
- Se caiga el cielo (2013)
- El calor (EP de 2014)
- Público (2017)
- Ex la humanidad (2017)

### Los Mismos
- Trip-o-matic (1996)
- City Tour (1998)
- Pic-nic (2002)
- Caspana (2006)

### Solista
- KAU (2009)
- Poptronics (2015)